# Илберштет
Илберштет (њем. Ilberstedt) општина је у њемачкој савезној држави Саксонија-Анхалт. Једно је од 21 општинског средишта округа Салцланд. Према процјени из 2010. у општини је живјело 1.171 становника. Посједује регионалну шифру (AGS) 15089185.

## Географски и демографски подаци
Илберштет се налази у савезној држави Саксонија-Анхалт у округу Салцланд. Општина се налази на надморској висини од 70 метара. Површина општине износи 14,9 km². У самом мјесту је, према процјени из 2010. године, живјело 1.171 становника. Просјечна густина становништва износи 78 становника/km².